# Little John Site
Die Little John Site ist mit rund 14.000 Jahren eine der ältesten Fundstätten menschlicher Werkzeuge in Kanada, und die erste, die sicher dem Nenana complex zuzuordnen ist. Die Stätte befindet sich unweit des Alaska Highway, 12 km nördlich des Ortes Beaver Creek und etwa 2 km von der Grenze zwischen Alaska und dem kanadischen Yukon entfernt. Sie besetzt den überwiegenden Teil eines kleinen Hügels am Oberlauf des Mirror Creek, genauer gesagt mit Blick von Norden auf den Cheejil Niik oder Grayling Creek. Nach dem Borden-System erhielt die Fundstätte das Kürzel KdVo-6.
In Zusammenarbeit mit der im westlichen Yukon lebenden White River First Nation aus Beaver Creek wurden von 2002 bis 2009 in den Tälern des Mirror und des Scottie Creek im Entwässerungsgebiet des oberen Tanana archäologische Grabungen durchgeführt. Bearbeitete Tierknochen in Verbindung mit Steinabschlägen erlaubten eine Datierung auf etwa 12.000 v. Chr. Eine weitere Schicht reicht bis zu 44.000 Jahre zurück, doch fanden sich darin keine Hinweise auf menschliche Anwesenheit.
Die Höhle bei Ha Tuh Nahk'eet, einem historischen Jagdlager der Scottie Creek Dineh. Sie barg die für den Nenana complex charakteristischen Chindadn points, tropfenförmige Steinklingen.

## Fundgeschichte und Deutung
Im Rahmen des 1992 begonnenen Scottie Creek Culture History Project wurde die Höhle erstmals 2002 untersucht. Dies geschah in Zusammenarbeit mit der White River First Nation des Yukon und den alaskanischen Village Councils von Northway, Tetlin und Tanacross. Erste Ausgrabungen in der Umgebung erfolgten 2003–2004, weitere folgten 2006–2009. Im Dialekt, der im Gebiet des Scottie Creek gesprochen wird, und der zum Upper Tanana Dineh gehört, heißt das Gebiet Haah Tu Taiy (etwa: ‚Pfad am Ende des Hügels‘).
In Absprache mit den White-River-Leuten erhielt die Fundstätte im Jahr 2006 den Namen „Little John“. Diesen Namen erhielt sie nach Klaa Dii Cheeg (‚Seine Hand fällt‘), der als ‚White River Johnny‘ bekannt war. Er ist ein bedeutender Vorfahr der heutigen Angehörigen der First Nation und wurde als „Little John“ bezeichnet. Er hatte im Gebiet der Fundstätte vielfach gelebt und gejagt, bis er 1984 verstarb. Seine Kinder Bessie John und Joseph Tommy Johnny hatten dem Archäologen die Fundstätte gezeigt, als er mit Studenten einen geeigneten Übungsplatz suchte, um erste Grabungserfahrungen zu sammeln.

## Vergletscherungsphase, Stratigraphie
Die Gletscher der Nutzotin–Wrangell–Eliaskette, die rund 65 km südwestlich der Little John Site liegen, dehnten sich in der letzten Eiszeit bis in die Gegend um die Fundstätte aus. Doch diese Expansion endete rund 50 km südöstlich davon. Um 11500 v. Chr. zogen sich die Gletscher zurück und 500 Jahre später war das Gebiet wieder eisfrei bis zum White River, also etwa 150 km südostwärts. Daher gehörte das Gebiet zum während der gesamten Eiszeit eisfreien Beringia, eine Annahme, die durch Funde von Pferden, Mammuts und Rangifer in rund einem Kilometer Entfernung gestützt wird. Eine lokale Pferdeart, Equus lambei, konnte auf 20.660 ±100 Jahre datiert werden.
Auf einer Basisschicht von Regolith finden sich Ablagerungen des ehemaligen Gletschers, die allerdings verschieden datiert wurden, nämlich auf ein Alter von 140.000 bzw. 70.000 Jahren. Darüber liegen wiederum Lösssedimente, die bis zu 60 cm dick sind. Darüber befindet sich eine 10 bis 20 cm dicke Schicht von Ablagerungen, die für boreale Wälder typisch sind, die wiederum von einer weiteren, vulkanischen Schicht überlagert ist, die auf einen Vulkanausbruch zurückgeht, der um 100 n. Chr. stattfand. Schließlich bedeckt das Ganze eine 1 bis 2 cm dünne organische Schicht.
Die Stratigraphie wird durch mehr als einen Meter tiefe Becken und erodierende Hügelkuppen verunklärt. Hinzu kommen Wasserdurchflüsse, Permafrost und Abfälle. Dies veranlasste die Archäologen, das Gebiet in vier Zonen aufzuteilen. Der Westteil, wo die Schichten besonders dünn sind, bedeckt die südwestliche Hügelseite, wo die Ablagerungen zwischen 5 und 30 cm dick sind. Der Permafrostabschnitt, wo Permafrostboden nur wenige Zentimeter unter der Oberfläche anzutreffen ist, bedeckt die nordwärts weisende Flanke des Hügels. Der Rockfall-Bereich, der durch große umherliegende Gesteinsbrocken gekennzeichnet ist, die wiederum auf Braunerde (Brunisol) und Löss liegen, zieht sich auf einer Nord-Süd-Achse mitten durch die Fundstätte. Der Ostabschnitt, eine große Senke, die sich ostwärts erstreckt, die eine über einen Meter dicke Sedimentschicht aufweist, reicht zeitlich besonders weit zurück. Dort fanden sich tierische Überreste in Gemengelage mit steinernen Artefakten.

## Fauna, Datierung, Knochenwerkzeuge
In der Region am Tanana gibt es nur wenige Fundstätten mit tierischen Überresten. Zu den identifizierbaren Überresten der Fauna zählen Rangifer (Karibu), Wapiti, möglicherweise Elche, Hase, Schwan und andere, nicht identifizierte Vögel, zwei oder mehr Arten von Canis und Nagetiere. Die Radiokarbondatierungen reichen von 8.900 bis 11.900 Jahren. Der Mangel an Collagen in den Hundeknochen ließ eine Datierung auf mindestens 9.500 Radiokarbonjahre zu.
Die meisten Knochen weisen Bearbeitungsspuren steinerner Werkzeuge auf, viele von ihnen sind zerbrochen, wohl um das Knochenmark zu erreichen. Einige Knochen wurden weiterbearbeitet, um aus ihnen Werkzeuge herzustellen. Dazu gehört eine Piercing-Ahle, hergestellt aus einer Elle, sowie zwei ähnlich geformte Knochenstücke, die in der Art eines Beitel-Endes geformt sind. Beide weisen eine sehr glatte Polierung auf, was auf langen bzw. intensiven Einsatz zurückzuführen ist.
Die ältesten Fundstücke gehören dem Nenana, dann dem Denali Complex des späten Beringia an. Ihnen folgen Artefakte der nacheiszeitlichen Little Arm Phase des Yukon, dann die Northern Archaic Tradition (oder Taye Lake phase) bis zu den beiden Vulkaneruptionen von 100 und 800 n. Chr. Dann folgt die Late Prehistoric Period (oder Aishihik phase), dann die Transitional Contact Period (oder Bennett Lake phase), schließlich mit dem 20. Jahrhundert die Historische Phase. Da die Gegend nach wie vor bejagt wird, besteht inzwischen eine erkennbare achte Phase.
Die ältesten Artefakte lassen sich mangels organischer Überreste nicht genau datieren. Zu ihnen gehören faustkeilartige Steinwerkzeuge, Schaber und Kratzer, große Klingen und entsprechende Abschlagkerne sowie die Chindadn-Klingen. Sie fanden sich direkt über dem Regolith im Westabschnitt bis hin zum Rockfall-Abschnitt.
Funde aus dem Denali-Komplex finden sich über die ganze Grabungsfläche verteilt. Die Werkzeuge sind vor allem Microblades, kleine bis winzige Klingen. Blattförmige Klingen oder Faustkeile fanden sich gleichfalls.

## Einordnung
Über die Beziehungen zwischen den Artefakten des Nenana- und des Denalityps bestehen zwei gegenläufige Ansichten. Powers und Hoffecker postulierten als erste 1989 die Zugehörigkeit zum Nenana Complex, und ähnlich wie mehrere ihrer Kollegen glaubten sie, es handle sich um zwei verschiedene Wandergruppen, die man sich hinter den Funden vorzustellen hat, und die im Abstand von 1000 bis 2000 Jahren in die Region kamen.
West, Homes und Hefner (1996, 2001 bzw. 2002) glaubten eher an die Zugehörigkeit zum Denali, der Eastern Beringian Tradition oder der Beringian Tradition. Dies hängt wiederum damit zusammen, dass an der Swan Site die typischen Artefakte der beiden Komplexe, des Nenana- und des Denali-Komplexes, vermischt waren. Sie glauben eher an verschiedene funktionale Gebräuche des Lagerplatzes. Dieser wurde demnach als kurzzeitiges Jagdlager, zu dem man keine Microblade-Technik brauchte, aber auch als Dorf genutzt, so dass in diesem Falle die Microblades gebraucht wurden.
Der Broken Mammoth Site, die über lange Zeit genutzt wurde, fehlt aber dennoch die Microblade-Technologie. Es fanden sich Spuren von Wiederaufarbeitung und Herstellung von Werkzeugen, geschärfte Waffen, Schnittspuren an Knochen, Fellbearbeitung. Dies würde auf dauerhafte Nutzung im Sinne einer dorfartigen Siedlung hindeuten.
Für die Little John Site bedeuteten diese Ansätze, dass verschiedene Arten der Nutzung, Bevölkerungsbewegungen und technologische Veränderungen sowie Ausdrücke kultureller Identität in Rechnung gestellt werden mussten. In jedem Falle fanden sich dort Schichten, in denen keine Microblades vorkamen, und die Chindadn-Klingen bargen, ebenso wie andere charakteristische Artefakte des Nenana-Komplexes.
Von Microblades freie Schichten an anderen Orten, wie in Namu (ca. 7500 v. Chr.), führten zu der Annahme, dass der alaskanische Nenana-Komplex sich vor 10 bis 11.000 Jahren südostwärts ausbreitete. Die dortigen Karibu-Überreste sowie blattförmige oder zweischneidige Faustkeile sowie Chindadn-Klingen im Yukon an der Little John Site und in KaVn-2 im äußersten Südwesten des Yukon zwischen 10500 und 9000 BP stützten diese These. Möglicherweise zogen hinter diesen Artefakten stehende Gruppen von Alaska kommend südostwärts, denn ihre Spuren verlieren sich in ihrem Herkunftsgebiet früher als im Yukon.
Die Voruntersuchungen und die Kenntnis weiterer Fundstätten, die noch nicht untersucht wurden, ist die Grundlage für Grabungen, die das Scottie Creek Culture History Project für die nächsten Jahre plant. Diese sollen die kulturellen Zusammenhänge deutlicher herausschälen. Zudem hofft man, DNA-Spuren im Bereich des Permafrosts finden zu können, wo sich Überreste von Holz fanden, die 2010 noch nicht ergraben waren.

## Unterstützung
Die Grabungen wurden von der White River First Nation unterstützt, der Tanana Chief’s Conference in Fairbanks, ebenso wie von der Arts and Science Division und dem Northern Research Institute des Yukon College, dem Tetlin National Wildlife Refuge, dem Innenministerium der USA, sowie dem Heritage Resources Board des Yukon. Die Grabungen von 2003 wurden von der Yukon College Field School in Subarctic Archaeology and Ethnography unterstützt, die von 2005 vom Community Development Fund der Regierung des Territoriums und vielen Jugendlichen der White River First Nation.
Die Fundstätte zieht seit fast einem Jahrzehnt jeden Sommer Archäologen an, und auch Kollegen von weit entfernten Hochschulen unterstützen das Projekt. E. James Dixon von der University of New Mexico bot seine Hilfe an, ebenso wie David Yesner von der University of Alaska in Anchorage. Der Filmemacher Max Fraser drehte Little John Country, ein Beitrag, der 2010 auf dem Dawson City Film Festival gezeigt wurde. Häuptling David Johnny, den der Ausgräber Norman Easton um Erlaubnis gebeten hatte, bot dem Archäologen jede Hilfe an. Er meinte: „Wir sehen ihn als einen von uns.“